# Tang Xiaolong
Tang Xiaolong (ur. 15 października 1993) – chiński judoka.
Uczestnik mistrzostw świata w 2013. Srebrny medalista igrzysk Wschodniej Azji w 2013 roku.